# Ажинское
Ажинское — село в Шарыповском районе Красноярского края России. Входит в состав Холмогорского сельсовета.

## География
Село расположено в 3 км к северу от районного центра Шарыпово.

## Население
| 2010 |
| ---- |
| 404  |

Гендерный состав
По данным Всероссийской переписи населения 2010 года 196 мужчин и 208 женщин из 404 чел.